# North Road
North Road – nieistniejący już stadion piłkarski i krykietowy w Newton Heath, w Manchesterze. Był pierwszym obiektem Manchesteru United, znanego wówczas pod nazwą Newton Heath Lancashire & Yorkshire. Klub występował na North Road w latach 1878–1893. Początkowo obiekt posiadał jedynie boisko, jednak mecze mogło obserwować ok. 12 000 kibiców. W 1891 roku dostawiono trybuny, a stadion osiągnął ostateczną pojemność 15 000 widzów. 
Pierwsze oficjalne spotkanie na North Road Newton Heath rozegrał 28 października 1883; był to mecz o Puchar hrabstwa Lancashire przeciwko rezerwowej drużynie Blackburn Olympic. Najwyższą frekwencję osiągnięto 4 marca 1893 roku, meczu z Sunderlandem; wyniosła wówczas 15 000 widzów.
W tym samym roku klub nie był w stanie opłacać dzierżawy za teren, na którym znajduje się stadion. W efekcie zespół przeniósł się na inny obiekt – Bank Street, znajdujący się w Clayton, w Manchesterze.